# Geleitzug PQ 15

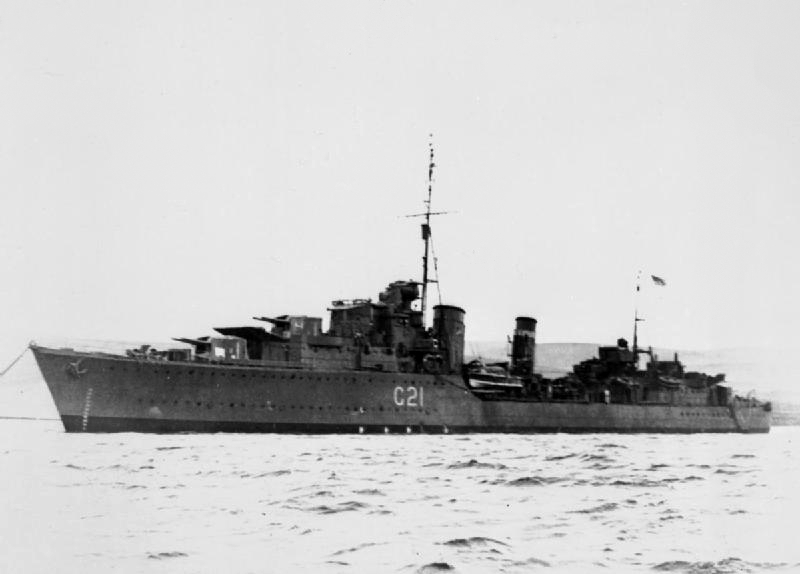
Punjabi sank nach einer Kollision ..

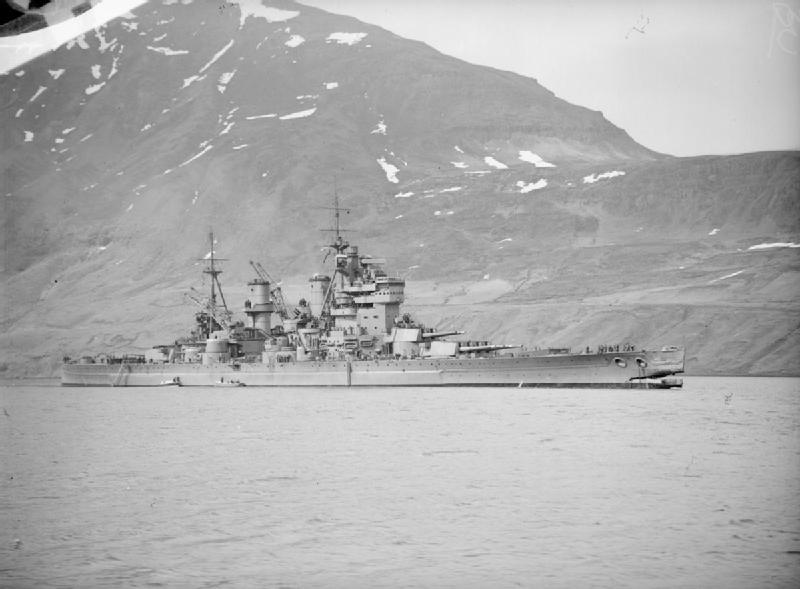
.. mit der King George V, die Schäden am Bug davontrug

Der Geleitzug PQ 15 war ein alliierter Nordmeergeleitzug, der im April 1942 im schottischen Oban zusammengestellt wurde und kriegswichtige Güter in das sowjetische Murmansk brachte. Durch deutsche U-Boot- und Luftangriffe verloren die Alliierten drei Schiffe mit insgesamt 15.808 BRT.
 Zusätzlich gingen bei den alliierten Sicherungsschiffen durch eigenes Verschulden das polnische U-Boot P.551/Jastrzab und der Zerstörer Punjabi verloren.

## Zusammensetzung und Sicherung
Der Geleitzug PQ 15 setzte sich aus 25 Frachtschiffen zusammen. Am 10. April 1942 verließen sie das schottische Oban und fuhren über Island in Richtung Murmansk. Kommodore des Konvois war Captain H. J. Anchor, der sich auf der Botavon eingeschifft hatte. Bis zum 5. Mai übernahm die Western Local Escort mit den UJ-Trawler Cape Palliser, Chiltern, Northern Pride, Vizalma und den Minensuchern Bramble, Leda und Seagull den Nahschutz des Konvois. 

Ab 28. April übernahm zusätzlich die Ocean Escort mit den Zerstörern Somali, Matchless, Boadicea, Venomous, Badsworth und der norwegischen St. Albans, dem Flakschiff Ulster Queen, dem Katapultschiff Empire Morn, dem Unterseeboot Sturgeon und dem Minensucher Bramble die Sicherung bis Murmansk. Zu weiteren Nahsicherung fügten sich die Kreuzer Nigeria und London und zwei Zerstörer in den Geleitzug ein.

Zur Fernsicherung für den Fall des Angriffs deutscher Großkampfschiffe auf den Konvoi kreuzten zwischen Island und Norwegen das Schlachtschiff King George V, der Flugzeugträger Victorious und die Zerstörer Escapade, Faulknor, Inglefield, Marne, Martin und Oribi sowie die Geleitzerstörer Belvoir, Hursley, Lamerton und Middleton. 
Zusätzlich unterstützte die US-amerikanische TF 99 mit dem Schlachtschiff Washington, den Kreuzern Wichita, Tuscaloosa und den Zerstörern Madison, Plunkett, Wainwright und Wilson die Briten. 
Ab 4. Mai kam dann zur Nahsicherung die Eastern Local Escort mit den Zerstörern Gremjaschtschi, Sokruschitelny, zwei sowjetischen Wachbooten und drei britischen Minensuchern hinzu.
| Name              | Typ      | Flagge                 | Vermessung in BRT | Verbleib                                                          |
| ----------------- | -------- | ---------------------- | ----------------- | ----------------------------------------------------------------- |
| Alcoa Cadet       | Frachter | Vereinigte Staaten     | 4823              |                                                                   |
| Alcoa Rambler     | Frachter | Vereinigte Staaten     | 5500              |                                                                   |
| Bayou Chico       | Frachter | Vereinigte Staaten     | 5401              |                                                                   |
| Botavon           | Frachter | Vereinigtes Königreich | 5848              | von Flugzeugen der I./KG 26 versenkt                              |
| Cape Corso        | Frachter | Vereinigtes Königreich | 3807              | von Flugzeugen der I./KG 26 versenkt                              |
| Cape Race         | Frachter | Vereinigtes Königreich | 3807              |                                                                   |
| Capira            | Frachter | Panama                 | 5625              |                                                                   |
| Deer Lodge        | Frachter | Vereinigte Staaten     | 6187              |                                                                   |
| Empire Bard       | Frachter | Vereinigtes Königreich | 3114              |                                                                   |
| Empire Morn       | Frachter | Vereinigtes Königreich | 7092              |                                                                   |
| Expositor         | Frachter | Vereinigte Staaten     | 4959              |                                                                   |
| Francis Scott Key | Frachter | Vereinigte Staaten     | 7191              |                                                                   |
| Gray Ranger       | Tanker   | Vereinigtes Königreich | 3313              |                                                                   |
| Hegira            | Frachter | Vereinigte Staaten     | 7588              |                                                                   |
| Jutland           | Frachter | Vereinigtes Königreich | 6153              | von Flugzeugen der I./KG 26 beschädigt, von U 251 versenkt (Lage) |
| Lancaster         | Frachter | Vereinigte Staaten     | 7516              |                                                                   |
| Mormacrey         | Frachter | Vereinigte Staaten     | 5946              |                                                                   |
| Mormacrio         | Frachter | Vereinigte Staaten     | 5940              |                                                                   |
| Paul Luckenbach   | Frachter | Vereinigte Staaten     | 6606              |                                                                   |
| Seattle Spirit    | Frachter | Vereinigte Staaten     | 5627              |                                                                   |
| Southgate         | Frachter | Vereinigtes Königreich | 4862              |                                                                   |
| Texas             | Frachter | Vereinigte Staaten     | 5638              |                                                                   |
| Topa Topa         | Frachter | Vereinigte Staaten     | 5356              |                                                                   |
| Zebulon B Vance   | Frachter | Vereinigte Staaten     | 7177              |                                                                   |

## Verlauf

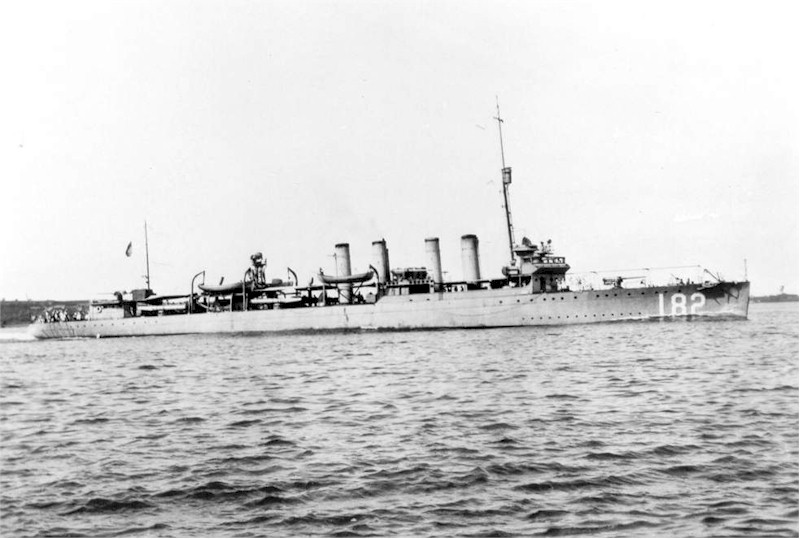
Der Zerstörer St Albans (hier als USS Thomas) versenkte das polnische U-Boot P.551/Jastrzab

Bevor die Deutschen erstmals angriffen, dezimierten sich die alliierten Sicherungsschiffe durch zwei Vorfälle selbst. Das polnische U-Boot P.551/Jastrzab (Lage), das in der Flanke des Konvois die Nahsicherung übernehmen sollte, fuhr weit entfernt von seiner zugeteilten Position. Aufgrund dessen hielten es der norwegische Zerstörer KNM St. Albans und der Minensucher HMS Seagull für ein deutsches U-Boot und versenkten es. In der Fernsicherungsgruppe kollidierte die HMS King George V mit dem Zerstörer HMS Punjabi (Lage), der sofort sank. Durch detonierende Wasserbomben wurde sie und die USS Washington beschädigt. Am 2. Mai griffen Flugzeuge der I. Gruppe des Kampfgeschwaders 26, die dem Fliegerführer Nord (West) unterstellt waren, vom norwegischen Bardufoss (Lage) aus den Konvoi mit Torpedos an und versenkten die Frachter Botavon (5848 BRT, Konvoi-Kommodore †) und Cape Corso (3807 BRT). Sie beschädigten weiterhin die Jutland (6153 BRT), die am 3. Mai von U 251 versenkt wurde. Am 7. Mai 1942 erreichten 22 Frachtschiffe Murmansk (Lage). Drei Frachtschiffe mit insgesamt 15.808 BRT waren versenkt worden.